# من القاهرة (فلم تسجيلي)
من القاهرة فيلم تسجيلي مصري للمخرجة هالة جلال عام 2021  مدته ساعة وخمس دقائق ويستعرض مدينة القاهرة من واقع "هبة" المصورة الصحفية والفنانة والأم العزباء  التي تكافح من أجل تغطية نفقاتها من خلال العمل كمصورة صحفية في حين أنها شغوفة بالفن المفاهيمي. في جلسة علاجية، تلتقي "آية" الشابة التي فقدت والديها في سن مبكرة، وتحاول أن تتوافق مع التوقعات المسبقة بشأن ارتدائها الحجاب. تتمكن بطلات الفيلم من مواجهة المخاوف وخلق مساحة للأحلام في العاصمة الملوثة بالقسوة والنفور والتحرش، والاستعداد لقبول المرأة فقط في وضع المفعول به.
فاز الفيلم بجائزة أفضل فيلم تسجيلي ضمن مسابقة آفاق السينما العربية، خلال الدورة 43 لفعاليات مهرجان القاهرة السينمائي الدولي 2021.
عرض الفيلم لأول مرة في 28 نوفمبر 2021 ضمن فعاليات مهرجان القاهرة السينمائي الدولي.
فاز الفيلم بجائزة "شيرين أبو عاقلة" في مهرجان القدس السينمائي كأفضل فيلم وثائقي طويل.
فاز بجائزة مد فيلم للأعمال السنمائية MedFilm Works in Progress في مهرجان روما السينمائي 2021 
عرض الفيلم أيضاً في إطار الموسم الثاني عشر من "خميس السينما وحقوق الإنسان" الذي تقدمه جمعية اللقاءات المتوسطية للسينما وحقوق الإنسان، بتعاون مع  (أنهار) الشبكة العربية لمعلومات حقوق الإنسان، وبحضور المخرجة هالة جلال في 24 نوفمبر 2022 بسينما النهضة بالرباط.
منح موقع قاعدة بيانات الأفلام على الإنترنت (IMDB) الفيلم درجة 6.2/ 10.
منح موقع قاعدة بيانات الأفلام العربية "السينما.كوم" الفيلم درجة 4.7/ 10.

## خلفية الفيلم
تقول المخرجة هالة جلال أن كلمات الحب التي تملأ أفلامنا وأغانينا لا نجد لها أثر في شوارع القاهرة، وتواصل قائلة أنها ولدت في القاهرة وفي كل مرة تحاول صناعة فيلم أو كتابة نص تجد القاهرة تطاردها مثل الشبح. تعلن الكاتبة والمخرجة خوفها من السرعة ومن الزحام ومن الأماكن المغلقة والمرتفعة ومن اسوار "البلكونات" ومن الطيران والسيارات، كما أنها تخاف أن تنام وتخاف من صوت الشارع أثناء قيادتها للسيارة كما أنها تخاف من قيادة السيارات. تضيف المخرجة أنها تخاف الحديث في حضور الناس أو التواصل معهم .. مع أنها تمارس كل هذه الأشياء التي تخيفها وكأنها لا تخاف أو بالرغم من خوفها وهذه الممارسة لا تذهب عنها الخوف أو تقلل منه .. كل شيء يسير جنباً إلى جنب .. بالتوازي.
أكدت المخرجة أن العمل بدأ تصويره منذ ما يقرب من خمس سنوات، مؤكدة أنه توقف بسبب مشاكل شخصية خاصة بها، وليس بسبب ظروف إنتاجية.

## أحداث الفيلم
نقرأ على الشاشة قبل بداية الأحداث: "لا أنا منهزم ولا منتصر ولا مستريح. وفى كل خطوة أنا بانكسر وأرجع صحيح" وهي كلمات للشاعر فؤاد حداد، تستهل بها المخرجة هالة جلال فيلمها الوثائقي الطويل "من القاهرة"، وتعبر الكلمات عن حال المرأة المصرية ووضعها المجتمعي.
تتناول أحداث الفيلم حياة امرأتين مستقلتين في العقد الرابع من عمرهما، يعملان بالفن، الأولى "هبة خليفة" (أم ورد) وهي مصورة وفنانة تشكيلية، والثانية "آية يوسف" التي تعمل "مونتيرة". خرجت هبة من تجربة زواج فاشل انتهى بالطلاق، وانجاب الطفلة "ورد"، وراحت تواجه الحياة بقوة وصلابة رغم كل الإحباطات التي واجهتها حتى من أقرب الناس إليها "أمها" التي تسمع صوتها دائماً يقول: "مش حتقدري". تقول هبة عن مخاوفها من كل الأشياء ومن كل الأشخاص وهم يتابعون جسدها ليمنحوها درجة (هل هي جيدة وبأي درجة). صراعها منذ ولادتها على أنها سيدة. يعرض الفيلم صورًا لمجموعة من السيدات التقطتها أو رسمتها "هبة خليفة"، وتظهر هذه الصور واللوحات وضع المرأة المهمش داخل المجتمع، والعيوب التي يطلقها المجتمع عليها مثل: السمنة والعقم ونوع الملابس مما يجعلها تحسد الدمية البلاستيكية على نعومة جسدها وعدم ترهلها ولا وجود هالات سوداء حول العينين. تخلص المسألة في أن جسد المرأة هو أكثر ما يشغل المجتمع بوصفه ملكًا لهم وليس من حقها استخدامه كما ترغب. تظهر "آية يوسف" وهي تتحول من فتاة محجبة إلى رياضية تدفع بجسدها في صراع التنافس في مباريات "رولر ديربي" أو "السباق بحذاء التزلج". خلال الأحداث نشاهد كثيرا من "المانيكانات" أو التماثيل التي يوضع عليها الملابس في واجهات المحلات التجارية، تظهر هذه المانيكانات عارية، جامدة، بلا تعابير وجه الإنسان. أيضاً نستمع إلى أغاني وموسيقى تنتمي إلى الخمسينات والستينات مثل أغنية محمد عبد الوهاب "أنا والعذاب وهواك". تنتهي الأحداث وصوت المخرجة تقول أنها تعلمت من "هبة" ومن "آية" التصالح مع الخوف في قلبها .. ونقرأ كلمات الشاعر "صلاح جاهين":
يالي أنت بيتك قش مفروش بريش
تقوى عليه الريح يصبح مافيش
عجبي عليك حواليك غالب كبار
وما لكش غير منقار وقادر تعيش 

## استقبال الفيلم
كتب نديم جرجورة على موقع العربي الجديد في 30 مايو 2022: "تفاصيل عيشٍ في مجتمعٍ يزداد تمزّقات في بنيانه الاجتماعي والثقافي والتربوي والسلوكيّ. المرأة، الشابّة تحديداً، تواجِه تحدّيات متوارَثة، جيلاً تلو آخر، وفي الوقت نفسه تنتفض وتتحدّى وتعانِد في استعادة حقوقٍ لها"، ويتابع الكاتب قائلاً: "هالة جلال، بدورها، تُغامر في اختبار تجربة البحث، مُجدّداً، في شأنٍ نسائيّ عبر فيلمٍ وثائقيّ". يخلص الكاتب إلى أن البساطة الفنية في الفيلم تُفعِّل النص المروي، بجعل النفاذ إلى متنه أسهل، والتمعّن في أحوال أفراد وبيئة أعمق.
كتب محمود زيدان على صفحات الأهرام في 28 نوفمبر 2021 بعض من كلمات المخرجة خلال الندوة التى أقيمت عقب عرض الفيلم في مهرجان القاهرة السينمائي وقد أفادت أنها تعتبر نفسها الفنانة هالة التى شاركت في الفيلم وأحدثت فارقًا كبيرًا بالتعبير عن نفسها واستطاعت أن تحدث فارقًا كبيرًا.
نشر موقع "مصراوي" جانباً من فعاليات مهرجان القاهرة السينمائي 43 حيث ذكرت منى الموجي أن المنتج محمد العدل جاء في كلمة له أثناء ندوة مناقشة الفيلم أنه بدأ مشاهدة الفيلم والأبطال الذين لا يفهمهم وأنتهى من مشاهدته وهو يحب البطلات وأيضا المخرجة هالة التي يعتبرها ابنته
نشرت صحيفة العرب مقالة للصحفي ياسر سلطان في 27 أغسطس 2022 تحت عنوان "التجارب العنيفة لا تمنع المرأة من الفرح والأمل في غد أفضل" وجاء فيها: "لا يقدم الفيلم إجابات مباشرة، هو فقط يصطحبك في جولة قصيرة وشديدة التركيز للتعرف عن قرب على جانب من التفاصيل اليومية لامرأتين تعيشان في مدينة مهولة يصعب حصر تناقضاتها"، ويتابع الكاتب قائلاً: "تبدو حكاية الفيلم مكررة، فهي تتقاطع مع الآلاف من التجارب لنساء أخريات اضطررن لمواجهة الحياة بمفردهن، غير أن تكثيف التجربة واختزالها هنا كان له وقع المُباغتة. يضاف إلى ذلك أن الفيلم يداعب على نحو ما غريزة الاكتشاف لدى المشاهد، وهو ما يُضفي عليه فرادته وتميزه"، وينهي الكاتب مقالته قائلاً: "يتتبع فيلم “من القاهرة” مساراً وعراً لتجربة حياتية تبدو شاقة، لكنه لا يستغرق كثيراً في دفع المشاهد للتعاطف مع بطلاته، بقدر ما يدعوه إلى تأمل هذه المساحة الرحبة والمُلهمة من البهجة التي يستشعر حضورها بين مشاهد وتفاصيل الفيلم".
جاء على موقع "مصر 360" مقالة بقلم أحمد الفخراني في 11 أغسطس 2022 جاء فيها: "تلتقط هالة خطوات آية البطيئة للفهم، عبر اختيار رياضة غير شهيرة لكنها معبرة، تشبه لعبة الرجبي، لكن بدون كرة، كل هدفها هو المرور بجسمك من العوائق البشرية، كأنها مجاز وتدريب على حياة ذلك الجسد الحقيقية في الشارع، الذي وفق تعبير هالة: ليس ملكا للمرأة، بل ملكا للمجتمع كله، آية المحجبة، تخجل في البداية عندما تقع، أو تفكر فيمن ينظر إلى جسدها أثناء اللعب، لكنها مع الوقت لا تهتم إلا بما يبدو مريحا وعمليا لهذا الجسد".
طرح فريد رستم على موقع الجزيرة في 29 يونيو 2022 تساؤله عن فيلم "من القاهرة" حيث قال: "هل يمكن صناعة عمل فني تحمل كافة شخصياته التوجه والترقب والحلم ذاته على اختلاف مشارب حياتهم الشخصية؟"، وتابع قائلاً: "يبدو الفيلم في العموم خطابيا شديد المباشرة في ما يتعلق بشخصياته وأفكارهن عن العالم، وتنحاز مخرجته إليهن في كل خطوة، وربما ترى نفسها جزءا منهن كما كانوا جزءا منها؛ يقفن جميعًا في مواجهة مجتمع -وفقًا لرؤية أصحابه- يرفض وجودهن وأحلامهن من دون سياق محدد يطرحه الفيلم."
اعتبرت صحيفة اندبندنت عربية أن المرأة كانت نجم مهرجان القاهرة السينمائي في دورته 43 بسبب أفلام مثل "من القاهرة."

## وصلات خارجية
- من القاهرة على موقع IMDb (الإنجليزية)
- من القاهرة على موقع قاعدة بيانات الأفلام العربية

https://www.maffswe.com/from-cairo/ من القاهرة (فلم تسجيلي)
https://www.ciff.org.eg/movies/from-cairo/ من القاهرة (فلم تسجيلي)
https://www.elwatannews.com/news/details/5840533 من القاهرة (فلم تسجيلي)
https://www.ciff.org.eg/ar/movies/%D9%85%D9%86-%D8%A7%D9%84%D9%82%D8%A7%D9%87%D8%B1%D8%A9/ من القاهرة (فلم تسجيلي)